# Bohuslän-Dals pastorat
Bohuslän-Dals pastorat är ett pastorat omfattande fyra fristående evangelisk-lutherska församlingar i Färgelanda, Lilla Edets, Munkedals och Skövde kommuner. Kyrkoherde är Per-Anders Grunnan.
Pastoratet äger sedan 2019 kyrkolokalen Stigens kyrka och producerar webbsända gudstjänster i samarbete med TV16.